# Marta și Maria din Betania

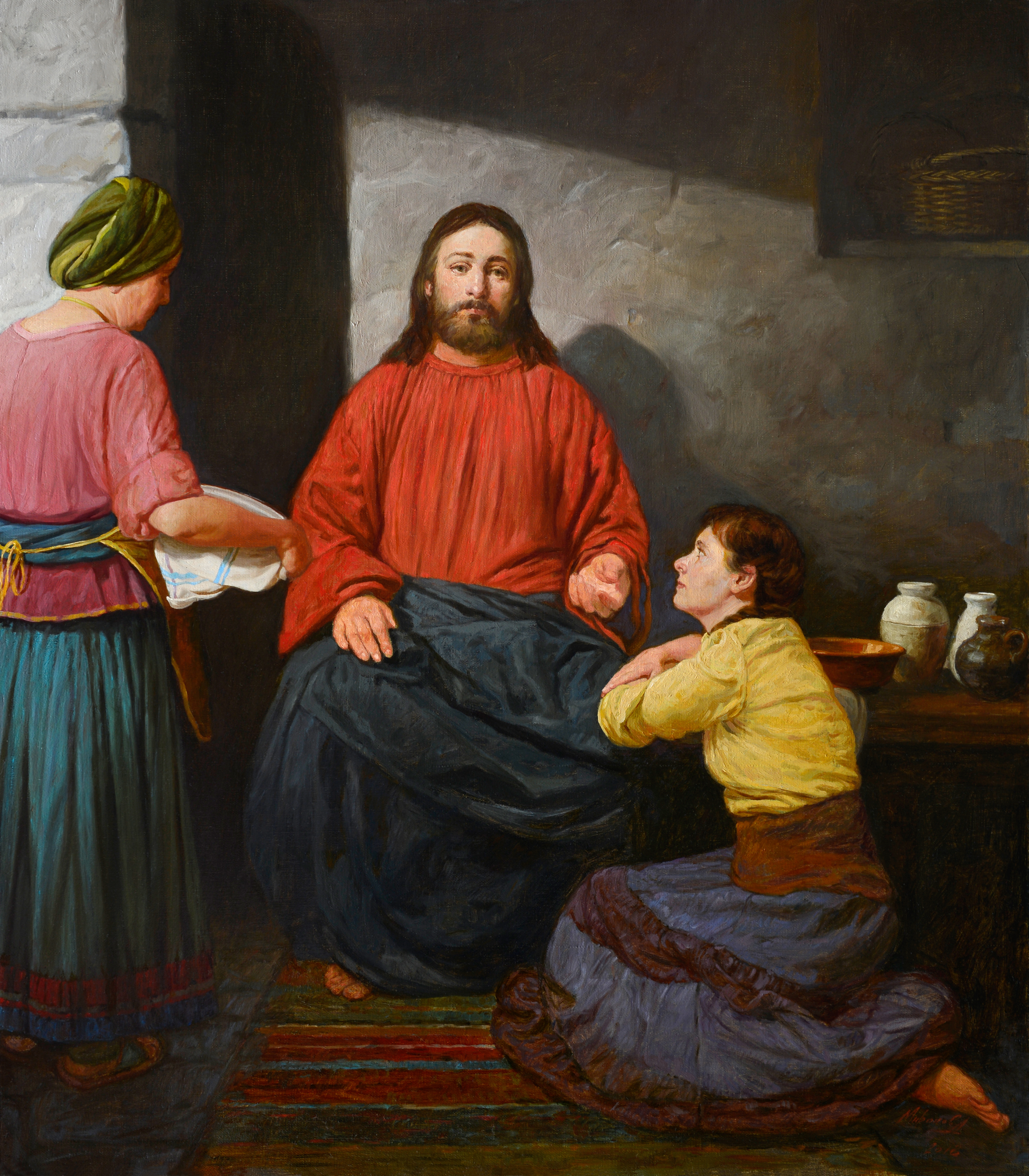
Andrei Mironov. Hristos în Casa Martei și Mariei

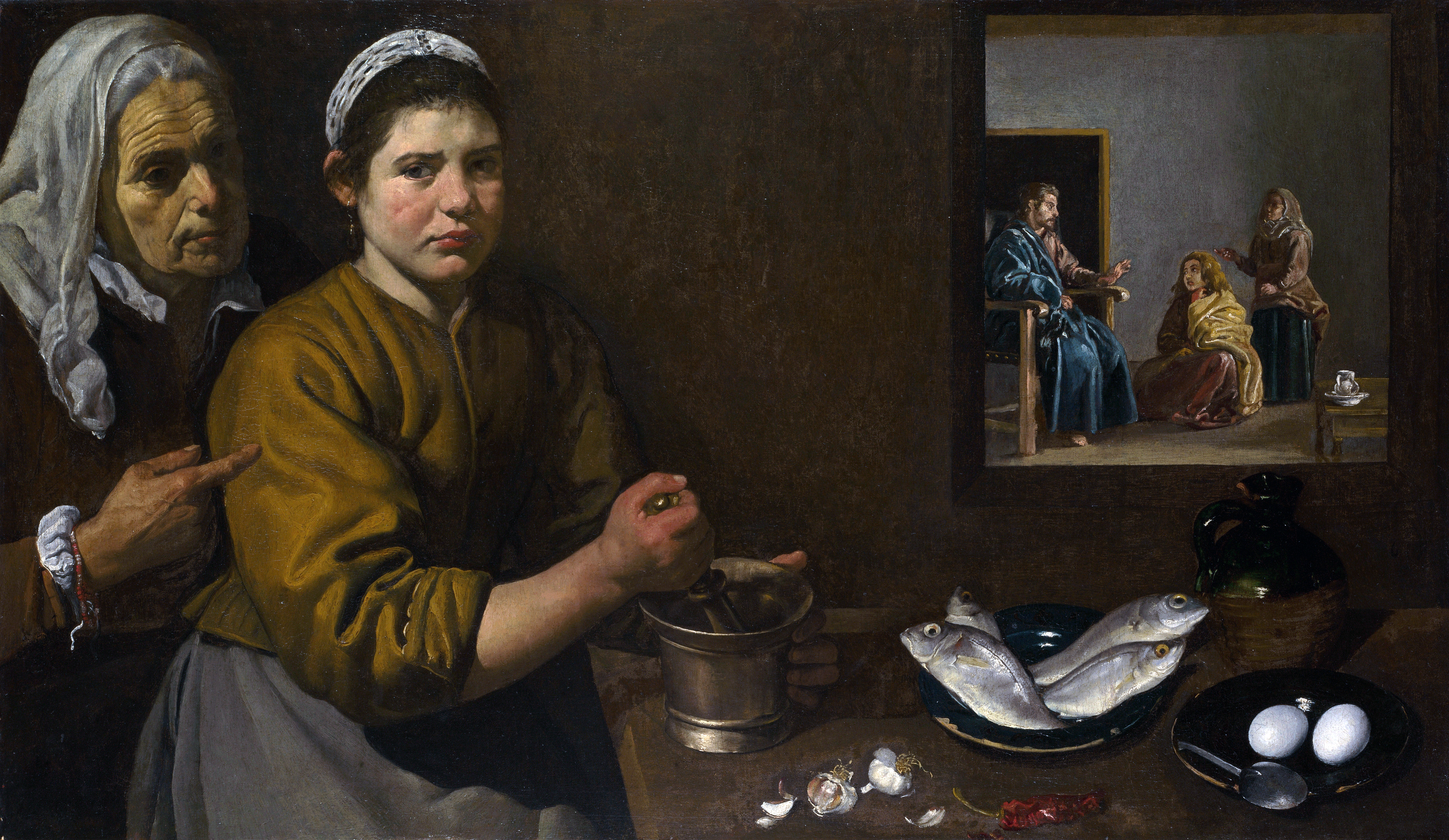
Diego Velasquez. Hristos în Casa Martei și Mariei. În prim plan sunt bucătăreasa și slujnica, Iisus cu Marta și Maria sunt reflectate în oglinda de pe perete.

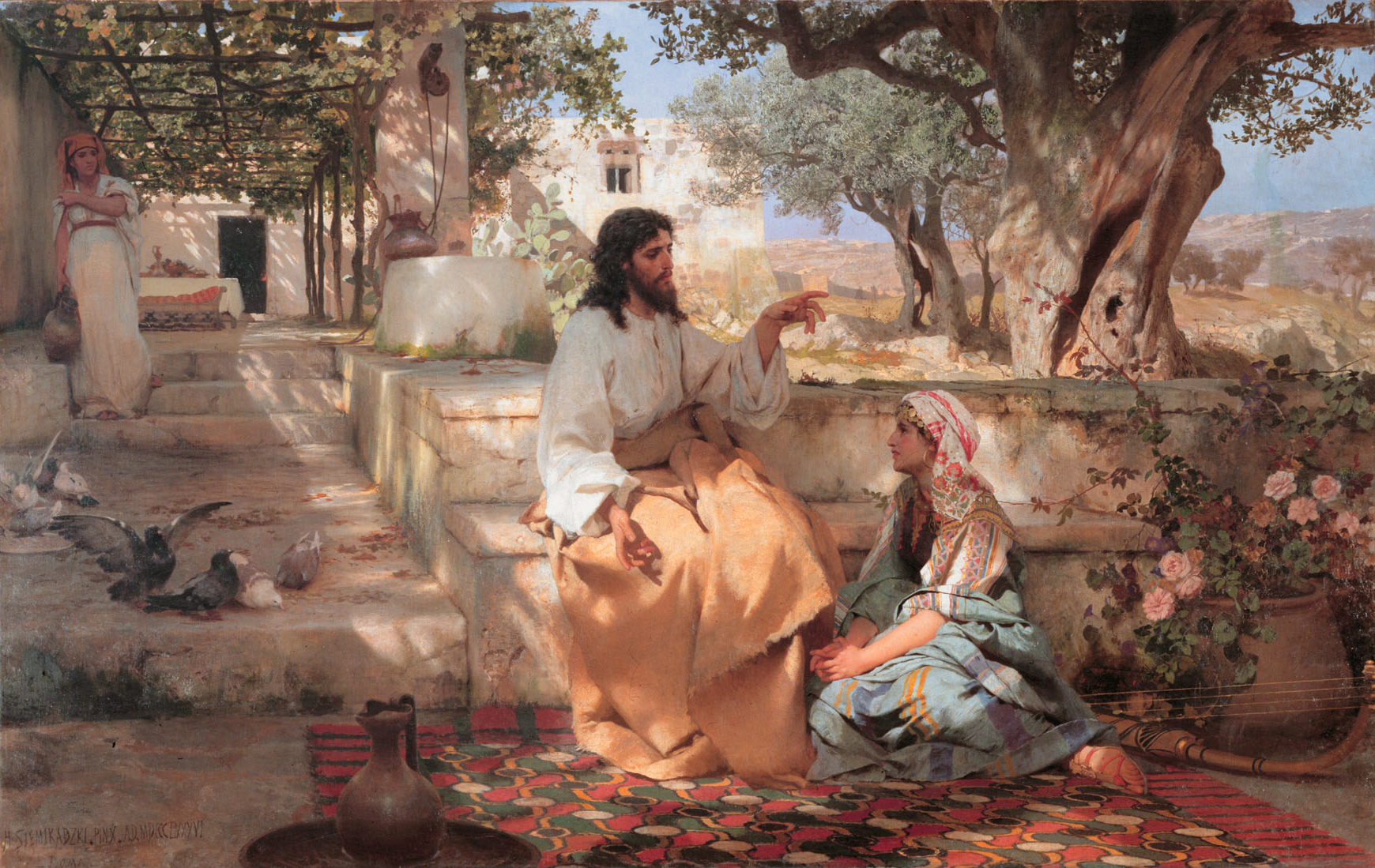
Henryk Siemiradzki. Hristos în Casa Martei și Mariei

Marta și Maria sunt personaje din Noul Testament, surorile lui Lazăr din Betania, în casa cărora a stat Iisus Hristos.
Sfintele Mironosițe Maria și Marta sunt pomenite de Biserica Ortodoxă în Duminica a 3-a după Paști (sărbătoare mobilă), de Biserica Catolică la 22 iulie.
Diferitele personaje ale surorilor – Marta practicantă și Maria contemplativă – au devenit simbolul diferitelor atitudini din viața creștinilor.
Pe când era pe drum cu ucenicii Săi, Isus a intrat într-un sat. Și o femeie, numită Marta, L-a primit în casa ei. Ea avea o soră numită Maria, care s-a așezat jos, la picioarele Domnului, și asculta cuvintele Lui. Marta era împărțită cu multă slujire, a venit repede la El și I-a zis: „Doamne, nu-Ți pasă că soră-mea m-a lăsat să slujesc singură? Zi-i dar să-mi ajute.” Drept răspuns, Isus i-a zis: „Marto, Marto, pentru multe lucruri te îngrijorezi și te frămânți tu, dar un singur lucru trebuie. Maria și-a ales partea cea bună, care nu i se va lua.” – Luca
Capitolul 10:38-42
În plus, ambele femei au fost martorii învierii fratelui lor Lazăr, săvârșită de Isus Hristos în Betania. Ioan Teologul o menționează pe Maria ca fiind femeia care a spălat picioarele lui Isus cu parfum, dar acest lucru contrazice datele celorlalți trei evangheliști.
Tradiția Sacră include surorile printre femeile purtătoare de mir (Mironosițe).
În catolicism, Maria din Betania este identificată cu păcătoasa care a spălat picioarele lui Isus în casa lui Simon leprosul (vezi Cina de la Betania) și cu Maria Magdalena și este considerată o prostituată pocăită.